# Sächsischer Landespokal der Frauen 2023/24
Der Sächsische Landespokal der Frauen 2023/24 war die 33. Austragung des Sächsischen Landespokals (Sponsorenname: Sachsenlotto Landespokal der Frauen) der Frauen im Amateurfußball. Am 1. Mai 2024 setzte sich im Finale die zweite Mannschaft von RB Leipzig mit 5:0 gegen den SV Eintracht Leipzig-Süd durch und holt somit zum dritten Mal in Folge den Sachsenpokal. Da im  DFB-Pokal der Frauen keine zweiten Mannschaften startberechtigt sind, qualifizierten sich die Frauen des SV Eintracht Leipzig-Süd bereits mit dem Finaleinzug für den DFB-Pokal 2024/25 (Frauen).

Titelverteidigerinnen sind die zweite Mannschaft von RB Leipzig.

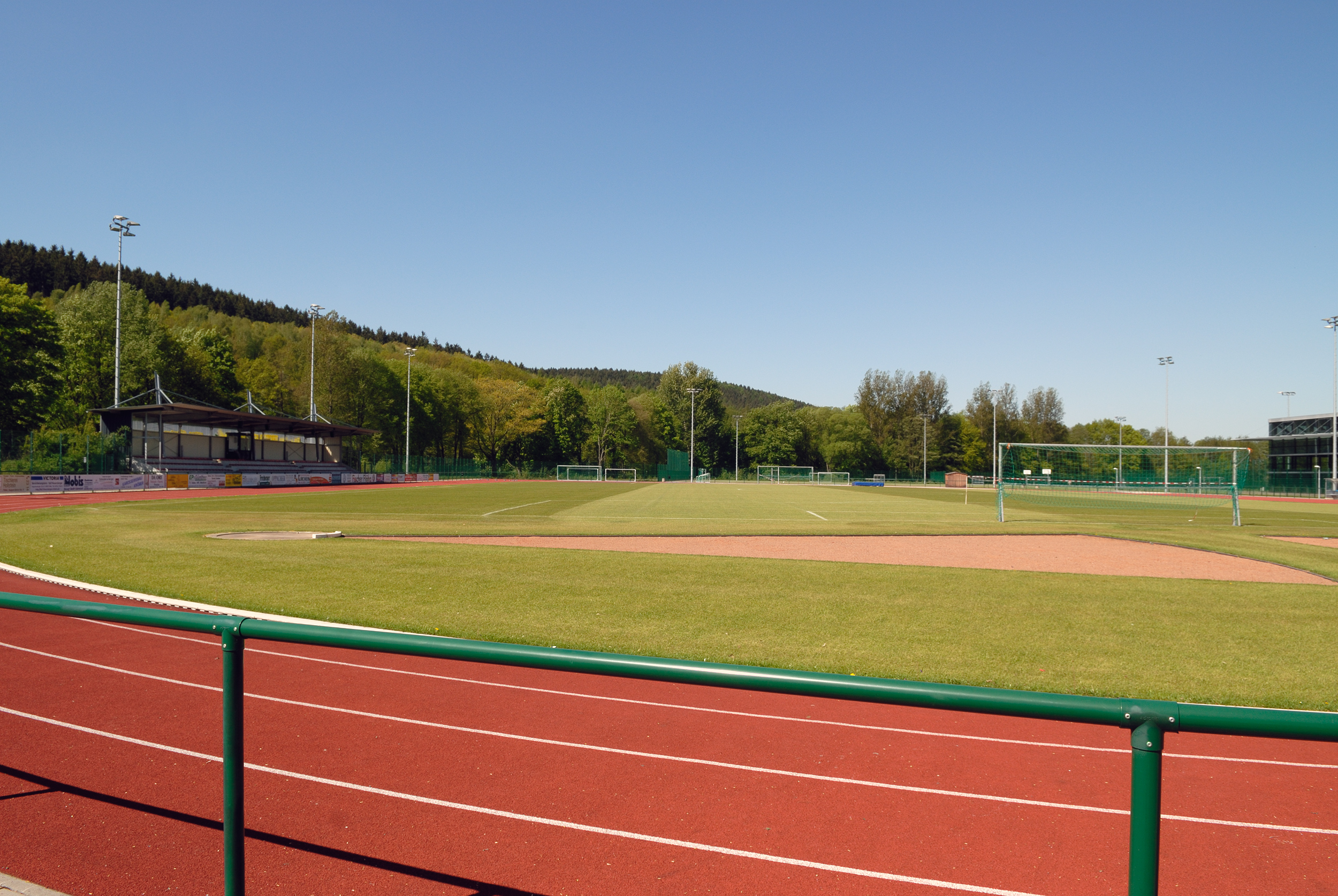
Auenstadion

## Teilnehmende Mannschaften
Der Landespokal der Frauen ist der weibliche Vereinspokal-Wettbewerb innerhalb des sächsischen Verbandsgebietes und dient zugleich der Qualifikation zur 1. Hauptrunde des DFB-Pokal der Frauen. Teilnahmeberechtigt sind alle sächsischen Mannschaften von der Regionalliga bis zur Landesklasse. Zudem steht der Wettbewerb unterklassigen Teams auf Kreisebene offen, die das Spiel auf Großfeld ausprobieren möchten. Interessierte Mannschaften können sich jederzeit für den Sachsenpokal der Frauen melden. Die Regionalligisten steigen ab der 1. Hauptrunde in den Wettbewerb ein.  Die Auslosung der ersten Pokalrunde findet traditionell im Rahmen der Staffeltagung in der Sommerpause statt.
Die folgende Übersicht listet alle Vereine auf, die sich für den Landespokal gemeldet haben und deren Ligastufenzugehörigkeit (Stand: 8. Juli 2023).
| Regionalliga Nordost 2023/24 (III) | Landesliga Sachsen 2023/24 (IV) | Landesliga Sachsen 2023/24 (IV) | |
| --- | --- | --- | --- |
| 1. FFC Fortuna Dresden Bischofswerdaer FV RB Leipzig II | 1. FFC Fortuna Dresden II BSG Chemie Leipzig Chemnitzer FC DFC Westsachsen Zwickau FC Erzgebirge Aue Heidenauer SV | SpVgg. Leipzig 1899 SSV Stötteritz SV Eiche Reichenbrand SV Eintracht Leipzig-Süd SV Johannstadt 90 TSV 1861 Spitzkunnersdorf | |
| Landesklasse Sachsen 2023/24 (V) | Landesklasse Sachsen 2023/24 (V) | Landesklasse Sachsen 2023/24 (V) | Kreisteilnehmer 1 |
| - Staffel Nord: BSV Schönau 1983 ESV Lok Döbeln (verzichtete) FSV Luppa 90 (verzichtete) Leipziger FC 07 Roter Stern Leipzig 99 (verzichtete) Roter Stern Leipzig 99 II (verzichtete) SG LVB Leipzig (verzichtete) SG Rotation Leipzig SV Lindenau 1848 SV Merkwitz ZFC Meuselwitz in Sn. | - Staffel Ost: FSV Lokomotive Dresden FV Löbtauer Kickers Post SV Dresden Serkowitzer FSV SpG SV Gnaschwitz-Doberschau/Bischofswerda II SpG SV Ludwigsdorf 48/Gebelzig SpG SV Reichenbach/Königshain SpVgg. Dresden-Löbtau Thonberger SC 1931 TSV 1861 Spitzkunnersdorf II (verzichtete) | - Staffel Süd/West: 1. FC Rodewisch 1. FFC Chemnitz Ebersbrunner SV ESV Eintracht Thum-Herold FC Erzgebirge Aue II FSV Motor Marienberg SG Handwerk Rabenstein SG Jößnitz SpG Pfaffengrün/Zobes/Greiz SV 1861 Kirchberg SV Planitz (verzichtete) | Serkowitzer FSV II (Kreisoberliga – Kreis Dresden) SSV 1862 Langburkersdorf (Kreisoberliga – Kreis Sächsische Schweiz/Osterzgebirge) SpG Glauchau/Crimmitschau/Glauchau-Niederlungwitz (Kreisklasse – Kreis Mittelsachsen) |

## Modus
Der Sächsische Landespokal wird im K.-o.-Modus ausgetragen; im Falle eines Unentschiedens nach 90 Minuten folgen Verlängerung und Elfmeterschießen. Die Paarungen werden vor jeder Runde ausgelost. Heimrecht hat stets die klassentiefere Mannschaft, sonst entscheidet die Reihenfolge der Ziehung bei der Auslosung (die Mannschaft mit Heimrecht kann allerdings zugunsten der anderen Mannschaft auf das Heimrecht verzichten).
Die qualifizierten Mannschaften steigen je nach Ligazugehörigkeit und in Abhängigkeit von der Gesamtzahl der Teilnehmer sowie deren Verteilung auf die Ligastufen gestaffelt in den Wettbewerb ein.

## Ausscheidungsrunde
Am 24. Juni 2023 wurde die Ausscheidungsrunde und die 1. Hauptrunde im Sachsenpokal der Frauen ausgelost.
| Datum      |                                                   | Ergebnis              |                                 |
| ---------- | ------------------------------------------------- | --------------------- | ------------------------------- |
| 27.08.2023 | BSV Schönau 1983 (V)                              | 3:1                   | SpG Pfaffengrün/Zobes/Greiz (V) |
| 27.08.2023 | SpG Reichenbach/Königshain (V)                    | 2:6                   | SpVgg. Leipzig 1899 (IV)        |
| 27.08.2023 | FC Erzgebirge Aue (IV)                            | 0:1                   | Heidenauer SV (IV)              |
| 27.08.2023 | SpG Glauchau/Crimmitschau/Glauchau-Niederlungwitz | 4:1                   | FSV Motor Marienberg (V)        |
| 27.08.2023 | FSV Lokomotive Dresden (V)                        | 2:1                   | 1. FFC Chemnitz (V)             |
| 27.08.2023 | FC Erzgebirge Aue II (V)                          | 0:4                   | SpVgg. Dresden-Löbtau (V)       |
| 27.08.2023 | Leipziger FC 07 (V)                               | 0:9                   | BSG Chemie Leipzig (IV)         |
| 27.08.2023 | SV Lindenau 1848 (V)                              | 0:5                   | TSV 1861 Spitzkunnersdorf (IV)  |
| 27.08.2023 | SV Merkwitz (V)                                   | 2:2 n. V. (3:1 i. E.) | SG Rotation Leipzig (V)         |
| 27.08.2023 | Post SV Dresden (V)                               | 0:4                   | SV Eintracht Leipzig-Süd (IV)   |
| 27.08.2023 | ESV Eintracht Thum-Herold (V)                     | 1:0                   | Serkowitzer FSV (V)             |

Freilose:
- 1. FFC Fortuna Dresden (III)
- RB Leipzig II (III)
- Bischofswerdaer FV (III)
- Chemnitzer FC (IV)
- DFC Westsachsen Zwickau (IV)
- SSV Stötteritz (IV)
- SV Eiche Reichenbrand (IV)
- SV Johannstadt 90 (IV)
- 1. FC Rodewisch (V)
- 1. FFC Fortuna Dresden II (V)
- Ebersbrunner SV (V)
- FV Löbtauer Kickers (V)
- SpG Gnaschwitz-Doberschau/Bischofswerda II (V)
- SpG Ludwigsdorf/Gebelzig (V)
- SG Handwerk Rabenstein (V)
- SG Jößnitz (V)
- SV 1861 Kirchberg (V)
- Thonberger SC 1931 (V)
- ZFC Meuselwitz in Sn. (V)
- Serkowitzer FSV II (Kreisoberliga – Kreis Dresden)
- SSV 1862 Langburkersdorf (Kreisoberliga – Kreis Sächsische Schweiz/Osterzgebirge)

## Hauptrunde
| Datum      |                                                   | Ergebnis          |                                |
| ---------- | ------------------------------------------------- | ----------------- | ------------------------------ |
| 10.09.2023 | SG Jößnitz (V)                                    | 1:5               | TSV 1861 Spitzkunnersdorf (IV) |
| 10.09.2023 | SG Handwerk Rabenstein (V)                        | 0:7               | SV Eintracht Leipzig-Süd (IV)  |
| 10.09.2023 | Heidenauer SV (IV)                                | 00:10             | RB Leipzig II (III)            |
| 10.09.2023 | SSV Stötteritz (IV)                               | 0:2               | 1. FFC Fortuna Dresden (III)   |
| 10.09.2023 | DFC Westsachsen Zwickau (IV)                      | 0:4               | Bischofswerdaer FV (III)       |
| 10.09.2023 | SV Merkwitz (V)                                   | 1:9               | BSG Chemie Leipzig (IV)        |
| 10.09.2023 | SSV 1862 Langburkersdorf                          | Nichtantritt Gast | FV Löbtauer Kickers (V)        |
| 10.09.2023 | ZFC Meuselwitz in Sn. (V)                         | 0:8               | Chemnitzer FC (IV)             |
| 10.09.2023 | FSV Lokomotive Dresden (V)                        | 3:0               | Ebersbrunner SV (V)            |
| 10.09.2023 | ESV Eintracht Thum-Herold (V)                     | 5:0               | Thonberger SC 1931 (V)         |
| 10.09.2023 | SpG Gnaschwitz-Doberschau/Bischofswerda II (V)    | 1:0               | 1. FFC Fortuna Dresden II (IV) |
| 10.09.2023 | SV 1861 Kirchberg (V)                             | 00:15             | SV Eiche Reichenbrand (IV)     |
| 10.09.2023 | Serkowitzer FSV II                                | 0:3               | SpVgg. Leipzig 1899 (IV)       |
| 10.09.2023 | 1. FC Rodewisch (V)                               | 3:4 n. V.         | BSV Schönau 1983 (V)           |
| 10.09.2023 | SpG Glauchau/Crimmitschau/Glauchau-Niederlungwitz | 1:4               | SpG Ludwigsdorf/Gebelzig (V)   |
| 10.09.2023 | SpVgg. Dresden-Löbtau (V)                         | 0:4               | SV Johannstadt (IV)            |

## Achtelfinale
In der Halbzeitpause der Hauptrundenpartie zwischen der SpG Glauchau/Crimmitschau/Glauchau-Niederlungwitz und der SpG Ludwigsdorf/Gebelzig wurden die Spiele des Achtelfinales ausgelost.
| Datum      |                               | Ergebnis          |                                                |
| ---------- | ----------------------------- | ----------------- | ---------------------------------------------- |
| 03.10.2023 | SSV 1862 Langburkersdorf      | Nichtantritt Heim | TSV 1861 Spitzkunnersdorf (IV)                 |
| 03.10.2023 | SV Eiche Reichenbrand (IV)    | 3:4               | BSG Chemie Leipzig (IV)                        |
| 03.10.2023 | SpVgg. Leipzig 1899 (IV)      | 0:3               | 1. FFC Fortuna Dresden (III)                   |
| 03.10.2023 | FSV Lokomotive Dresden (V)    | 3:0               | SV Johannstadt (IV)                            |
| 03.10.2023 | BSV Schönau 1983 (V)          | 0:2               | SV Eintracht Leipzig-Süd (IV)                  |
| 03.10.2023 | SpG Ludwigsdorf/Gebelzig (V)  | 1:4               | Bischofswerdaer FV (III)                       |
| 03.10.2023 | Chemnitzer FC (IV)            | 0:2               | RB Leipzig II (III)                            |
| 08.10.2023 | ESV Eintracht Thum-Herold (V) | 3:1               | SpG Gnaschwitz-Doberschau/Bischofswerda II (V) |

## Viertelfinale
Im Rahmen der Achtelfinalpartie zwischen dem Chemnitzer FC und RB Leipzig II wurden die Spiele des Viertelfinales ausgelost.
| Datum      |                               | Ergebnis              |                                |
| ---------- | ----------------------------- | --------------------- | ------------------------------ |
| 05.11.2023 | BSG Chemie Leipzig (IV)       | 0:9                   | RB Leipzig II (III)            |
| 05.11.2023 | SV Eintracht Leipzig-Süd (IV) | 1:1 n. V. (4:3 i. E.) | Bischofswerdaer FV (III)       |
| 05.11.2023 | FSV Lokomotive Dresden (V)    | 2:3                   | TSV 1861 Spitzkunnersdorf (IV) |
| 05.11.2023 | ESV Eintracht Thum-Herold (V) | 1:2                   | 1. FFC Fortuna Dresden (III)   |

## Halbfinale
Im Rahmen der Viertelfinalpartie zwischen der BSG Chemie Leipzig und RB Leipzig II wurden die Spiele des Halbfinales ausgelost.
| Datum      |                               | Ergebnis |                                |
| ---------- | ----------------------------- | -------- | ------------------------------ |
| 19.11.2023 | 1. FFC Fortuna Dresden (III)  | 1:3      | RB Leipzig II (III)            |
| 19.11.2023 | SV Eintracht Leipzig-Süd (IV) | 3:1      | TSV 1861 Spitzkunnersdorf (IV) |

## Finale
| RB Leipzig II                                      | RB Leipzig II | SV Eintracht Leipzig-Süd | SV Eintracht Leipzig-Süd |
| -------------------------------------------------- | --- | --- | ------------------------ |
| RB Leipzig II                                      | \| 01. Mai 2024 um 15:00 Uhr in Flöha (Auenstadion) \| \| Ergebnis: 5:0 (3:0) \| \| Zuschauer: 289 \| \| Schiedsrichterin: Lea Kretschmar (SV 1922 Radibor) \| \| Spielbericht \| | \| 01. Mai 2024 um 15:00 Uhr in Flöha (Auenstadion) \| \| Ergebnis: 5:0 (3:0) \| \| Zuschauer: 289 \| \| Schiedsrichterin: Lea Kretschmar (SV 1922 Radibor) \| \| Spielbericht \| | SV Eintracht Leipzig-Süd |
| RB Leipzig II                                      | Kristina Hauczinger – Rucy Grunenberg (67. Lucie Johne), Lenie Pospischil, Dana Moritz (55. Jasmin Petters), Leonie Preußler, Michelle Marie Kiunke (55. Sarah Daniela Fietz), Emy Bührig, Sarah Dittrich (67. Josefine Borisch), Natalie Grenz, Nele Braunsdorf (55. Laura Schubert), Lea Sophie Misch Cheftrainer: Paul Nürnberger | Laura Michael – Maria Ebersbach (81. Jennifer Weber), Janina Kretschmer (67. Carolin Steitmann), Lucienne Martin (39. Lotte Vetter), Larissa Schreiber, Paula Melsheimer, Anne Arndt, Maleen Jankowski, Nathalie Schupeck, Natalie Teubner , Lisa Pfretzschner (84. Pauline Förster) Cheftrainer: Stephan Franke | SV Eintracht Leipzig-Süd |
| RB Leipzig II                                      | 1:0 Bührig (7.) 2:0 Grenz (10.) 3:0 Grenz (24.) 4:0 Bührig (62.) 5:0 Grenz (90.+1') | | SV Eintracht Leipzig-Süd |
| RB Leipzig II                                      | Kretschmer (60.) | | SV Eintracht Leipzig-Süd |
| 01. Mai 2024 um 15:00 Uhr in Flöha (Auenstadion)   | | |                          |
| Ergebnis: 5:0 (3:0)                                | | |                          |
| Zuschauer: 289                                     | | |                          |
| Schiedsrichterin: Lea Kretschmar (SV 1922 Radibor) | | |                          |
| Spielbericht                                       | | |                          |